# Рудник Сотіель-Коронада
Рудник Сотіель-Коронада (Sotiel-Coronada) – гірничодобувний майданчик на півдні Іспанії, у потужному гірничодобувному регіоні провінції Уельва.
Перші сліди розробки металів в районі Сотіель-Коронада відносяться до часів існування Тартессу. Втім, Сотіель-Коронада так і не стала важливим центром гірництва для тартессійців, оскільки вони в підсумку сконцентрували свої зусилля на видобутку срібла, для чого умови в Сотіель-Коронада були не оптимальними. Натомість цей район отримав важливе значення у римські части, коли тут активно розробляли свинцево-срібні руди (а також, ймовірно, виплавляли певні обсяги міді). Роботи провадились підземним способом до глибини у сотню метрів, а деякі сучасні дослідники говорять про більш ніж півтори сотні римських шахт.
Після тривалої перерви розробка відновилась в 1863-му, при цьому на початку поряд зі спорудженням нових галерей використовувались і римські споруди. Первісно мова йшла про кілька гірничих ліцензій («La Coronada», «Virgen de España», «Sotiel», «Tiberio»), допоки в 1883-му їх не сконцентрувала (через оренду або викуп) португальська Companhía Mineira de Sotiel-Coronada (саме з цього моменту копальня отримала сучасну назву – Сотіель-Коронада). 
Роботи велись як підземним, так і відкритим способом, так, в 1888-му з майже тисячі співробітників компанії чотири сотні працювали у шахті. Метою розробки були пірити (до останньої третини 20 століття головне джерело отримання сульфатної кислоти) та мідна руда, причому останню певний час переплавляли прямо біля копальні, піддавши такій переробці від 0,4 до 0,5 млн тонн руди. З 1886-го вивіз продукції міг здійснюватись по вузькоколійній залізниці, яку під’єднали до залізничної лінії від іншого рудника Буітрон. Це дозволяло доправляти вантажі до Сан-Хуан-дель-Пуерто на річці Ріо-Тінто, по якій його доправляли в естуарій Уельва (утворюється при злитті річок Ріо-Тінто та Одіель) для перевантаження на великі морські судна. 
В якийсь момент португальцы продали копальню бельгійцям, а у 1905-му її власником стала британська The United Alkai Cº Ltd, що скупила цілий ряд рудників Уельви (і в тому числі нещодавно згаданий Буітрон). З цього часу весь видобутий пірит вивозили саме до Великої Британії. Також можливо відзначити, що в 1932-му United Alkai перетворилась на Imperial Chemical Industries (відомий хімічний гігант).
З 1900-го почали розробку кар’єру «Corta de las Fraguas Viejas». На момент завершення робіт його розміри досягнули 230 на 115 метрів при глибині у 80 метрів, при цьому з кар’єру починались численні галереї для видобутку руди за межами контуру. Підземні роботи спускались до рівня у 396 метрів, втім, особливо активними вони були лише до відмітки у 250 метрів. Також відомо про існування в системі шахти стовбуру «Isidro».
Починаючи з 1924-го видобуток піритів припинили, проте продовжували розробку мідних рудних тіл «18-й рівень», «El Infierno», «зона 21» та «Маса Гранде» (також відома як «5%» за особливо високий вміст металу). Особливе значення мала саме остання, з якої до моменту припинення роботи рудника в 1939-му вилучили 0,7 млн тонн руди. 
Новий етап в історії копальні почався за кілька десятиліть. В 1983-му вона відновила роботу для компанії державної компанії Empresa Nacional Minas de Almagrera (була створена кількома десятиліттями раніше агенцією Instituto Nacional de Industria (INI), на яку поклали провадження державної політики щодо розвитку промисловості), а об’єктом розробки на цей раз стало виявлене на значній глибині рудне тіло «Migollas». Видобута руда по канатній дорозі завдовжки 4 км доправлялась на збагачувальну фабрику Каланьяс, яка продукувала мідний, свинцевий та цинковий концентрати, а також забезпечувала піритами зведений поруч завод сульфатної кислоти. В цей час річна потужність шахти Сотіель-Коронада становила 0,7 млн тонн руди на рік.
Втім, на 1980-ті – 1990-ті роки припала криза гірничодобувної промисловості, викликана низькими світовими цінами на метали. Як наслідок, в 1996-му державна агенція Societad Estatal de Partecipaciones Industriales (SEPI), що була правонаступницею INI, продала Сотіель-Коронада ірландській компанії Navar Ressources, яка розраховувала не лише на неї, а й на додаткові поставки з нової копальні Агуас-Тенідас. Останній дійсно невдовзі почав поставки руди на збагачувальну фабрику Сотіель-Коронада, проте в 2001-му весь цей комплекс були вимушені зупинити.
В 2015-му році розробку родовища відновила компанія Minas de Aguas Teñidas SA (MATSA), власниками якої на той час стали транснаціональний трейдер Trafigura та інвестиційний фонд з емірату Абу-Дабі Mubadala Investment Company. На Сотіель-Коронада провели відкачування води із затоплених виробіток, відновили головний портал та проклали нові галереї. Сполучення з поверхею забезпечують два транспортні ухили, при цьому станом на кінець 2010-х роботи велись на глибині у 390 метрів. Отримана з шахти руда постачається на розташовану за 38 км збагачувальну фабрику Агуас-Тенідас. Річна потужність копальні була визначена MATSA як 0,4 млн тонн руди.
З 2022-го власником MATSA стала австралійська Sandfire Resources.